# Schlettereriella conradti
Schlettereriella conradti är en stekelart som först beskrevs av Szepligeti 1914.  Schlettereriella conradti ingår i släktet Schlettereriella och familjen bracksteklar. Inga underarter finns listade i Catalogue of Life.